# Dioscore II d'Alexandrie
Dioscore II d'Alexandrie fut patriarche d'Alexandrie de 516 au 14 octobre 517.